# Barrage de Michelbach
Le barrage de Michelbach est un barrage artificiel construit à partir de 1979 et mis en service en octobre 1982, situé pour 3/4 de sa longueur sur le ban de la commune d’Aspach-Michelbach et pour 1/4 sur celui de la commune d’ Aspach-Le-Bas  dans le département du Haut-Rhin. La digue a une longueur de 1 305 mètres, une hauteur de 22,5 mètres et une largeur à la base de 122,5 mètres (10 mètres au sommet). Le chemin faisant le tour du lac que peuvent emprunter les promeneurs fait quatre kilomètres.
Il forme un plan d'eau de 7 200 000 m3. L'intérêt de ce plan d'eau est de capter de l'eau issue de la Doller afin de réguler l'alimentation de la nappe phréatique dans laquelle l'agglomération mulhousienne puise son eau potable

## Réserve naturelle
Cette réserve d'eau, classée depuis 1997 en réserve naturelle volontaire, est une réserve naturelle régionale et reste vierge de toute animation humaine, assurant ainsi la tranquillité des oiseaux De ce fait, la retenue de Michelbach est devenue depuis sa création, avec plus de 180 espèces présentes, un des plus importants sites de nidification en Alsace après le Rhin. On y trouve une majorité de canards colverts, mais aussi régulièrement des canards pilets, souchets et autres sarcelles d'hiver. Les autres espèces présentes à coup sûr en hiver sont le grand cormoran (visible sur les grands arbres près de la digue), le harle bièvre, pour lequel le site de Michelbach est devenu le site extra-rhénan de référence, le harle huppé, le fuligule milouin, la foulque et le grèbe huppé.
Un itinéraire balisé, ponctué de panneaux pédagogiques, fait le tour du plan d'eau sur lequel ont été installés des radeaux de nidification en plus de l'île sur laquelle les oiseaux peuvent nicher tranquillement pendant la période des hautes eaux. En outre, un observatoire ornithologique permet l'observation de la faune aviaire.